# Savovo
Savovo (Servisch cyrillisch Савово) is een plaats in de Servische gemeente Kraljevo. De plaats telt 166 inwoners (2002).